# Kazuki Takahashi
Pour les articles homonymes, voir Takahashi.
Kazuo Takahashi (高橋 一雅, Takahashi Kazuo), connu professionnellement sous le nom de Kazuki Takahashi (高橋 和希, Takahashi Kazuki), est un mangaka japonais né le 4 octobre 1961 à Tokyo et mort le 4 juillet 2022 à Nago. Il a fait ses débuts dans le manga en 1986, et est surtout connu comme l'auteur de Yu-Gi-Oh!, publié dans le Weekly Shōnen Jump de 1996 à 2004. Le manga a donné naissance à un jeu de cartes à collectionner populaire du même nom, qui détient le record dans le Guinness World Records du jeu de cartes à collectionner le plus vendu à ce jour. 

## Biographie
En 1981, Takahashi réalise un one-shot du nom de  Ing! Love Ball, présenté sous le nom de plume Hajime Miyabi (雅はじめ, Miyabi Hajime), qui remporte le Shogakukan New Comic Award et est publié dans le Weekly Shōnen Sunday de la Shōgakukan la même année.
C'est en 1986 qu'il fait véritablement ses débuts avec Go-Q-Choji Ikkiman, une adaptation de l'anime sportif du même nom publiée dans le Weekly Shōnen Magazine de Kōdansha.
En 1990, un autre one-shot Tokio no Taka est publié dans le Weekly Shōnen Jump de la Shūeisha. Après cela, il commence une nouvelle série Tennenshoku Danji Buray, qui est publiée dans ce même magazine de 1991 à 1992.
En 1996, Takahashi lance la série Yu-Gi-Oh! sous le nom de plume Kazuki Takahashi dans le Weekly Shōnen Jump, où elle a été publiée jusqu'en 2004. La série est devenue un énorme succès et s'est vendue à plus de 40 millions d'exemplaires. La série a également fait l'objet de plusieurs adaptations médiatiques, notamment une série animée et un jeu de cartes à collectionner développé par Konami qui détient le record du monde du jeu de cartes à collectionner le plus vendu de l'histoire, avec plus de 25,1 milliards de cartes vendues en 2011. Takahashi a ensuite continué à superviser la franchise Yu-Gi-Oh! après la fin du manga original.
En 2013, il sort un nouveau one-shot nommé Drump, dont l'histoire porte également sur un jeu de cartes, dans le Weekly Shōnen Jump.
En 2015, Takahashi a reçu le prix Inkpot du Comic-Con International pour ses contributions exceptionnelles et l'influence qu'il a su provoquer quant à l'art de la bande dessinée.
En 2016, il supervise le long-métrage Yu-Gi-Oh! The Dark Side of Dimensions, et réalise deux court chapitres servant de prologue à l'histoire, nommés Transcend Game.
En 2018, Takahashi a publié la série courte The Comiq dans le Weekly Shōnen Jump (fêtant les 50 ans du magazine de prépublication), ayant pour thème le métier de mangaka, tout en le mêlant à une intrigue policière dans un futur proche.
Takahashi a également réalisé en 2019 un comics en deux parties, intitulé Secret Reverse (avec comme protagonistes Spider-Man et Iron Man), en accord avec Marvel Comics à l'occasion du Marvel × Shōnen Jump+ Super Collaboration, ce dernier est sorti sur le site Shōnen Jump+ en septembre 2019.

## Vie personnelle
Takahashi aimait jouer à des jeux tels que le shogi, le mahjong, les jeux de cartes et les jeux de rôle sur table. Il a d'ailleurs confirmé avoir été un joueur de Donjons et Dragons, ainsi que de Magic : L'Assemblée.
Dans une interview accordée au Shonen Jump, Takahashi a déclaré que ses mangas préférés d'autres auteurs étaient Akira de Katsuhiro Ōtomo, JoJo's Bizarre Adventure de Hirohiko Araki et Dragon Ball d'Akira Toriyama.
Il aimait également lire des comics, notamment Hellboy de Mike Mignola, dont le héros éponyme se trouve être son personnage de comics préféré.
Son chien de compagnie, un shiba inu nommé Taro (タロ), a servi de base à une carte monstre du jeu de cartes à collectionner Yu-Gi-Oh!, dont le dessin a été réalisé par Takahashi en personne.

### Mort
Le 6 juillet 2022, Kazuki Takahashi est retrouvé mort à l'âge de 60 ans au large de Nago, préfecture d'Okinawa, par des officiers des garde-côtes japonais. Il portait un équipement de plongée, et la cause de sa mort a été déterminée comme étant la noyade,. 
Il a ensuite été rapporté, d'abord dans le journal militaire américain Stars and Stripes le 11 octobre, que Takahashi était mort dans l'après-midi du 4 juillet alors qu'il tentait de secourir 3 personnes qui étaient en détresse dans l'eau à cause d'un courant d'arrachement et d'une mauvaise météo dans un spot de plongée pourtant réputé. Kazuki Takahashi a malheureusement été pris par les vagues et le courant très puissant et a disparu pendant 2 jours. Il a été aperçu vivant pour la dernière fois avant d'avoir tenté de secourir les victimes. Kazuki Takahashi est retrouvé mort à quelques kilomètres du drame 2 jours plus tard.

## Œuvres
- 1981 : Ing! Love Ball (ING!ラブボール?), one-shot publié dans le Weekly Shōnen Sunday de la Shōgakukan sous le nom de Hajime Miyabi
- 1986 : Go-Q-Choji Ikkiman (剛Q超児イッキマン?), adaptation de l'anime éponyme en 2 volumes dans le Weekly Shōnen Magazine de Kōdansha
- 1990 : Tokio no Taka (闘輝王の鷹?), one-shot publié dans le Weekly Shōnen Jump de la Shueisha
- 1991 à 1992 : Tennenshoku Danji Buray (天然色男児BURAY?), série en 2 volumes prépubliée dans le Weekly Shōnen Jump de la Shūeisha
- 1996 à 2004 : Yu-Gi-Oh! (遊☆戯☆王?), série à grand succès de 38 tomes prépubliée dans le Weekly Shōnen Jump de la Shūeisha, parue en France aux éditions Kana
- 2011 : Duel Art, artbook contenant des illustrations inédites de Yu-Gi-Oh! réalisées par Takahashi
- 2013 : Drump, one-shot se basant sur un nouveau jeu de cartes, publié également dans le Weekly Shōnen Jump
- 2016 : Transcend Game (トランセンド・ゲーム?), manga en deux chapitres faisant office de prélude au film Yu-Gi-Oh! The Dark Side of Dimensions sorti en avril 2016 au Japon
- 2018 : The Comiq, série courte de 7 chapitres prépubliés dans le Weekly Shōnen Jump
- 2019 : Secret Reverse, comics en deux chapitres prépubliés sur le site Shōnen Jump+ de la Shūeisha

## Récompense
- 2015 :  Prix Inkpot